# Туоба
Вижте пояснителната страница за други значения на Туоба.
Туоба (на китайски: 拓拔; на пинин: Tuòbá), наричани в старотюркските източници Табгач, са сиенбейски род, който създава империята Северна Уей (IV-VI век).
Родът е известен още в началото на III век, а през 310 година Туоба Илу създава собствена държава с център около днешния град Хох хот - княжеството Дай, което последователно е васално на няколко от Шестнайсетте царства. През 374 година Дай е завладяно от царството Ранна Цин, но през 386 година Туоба основават държавата Северна Уей, която до 439 година успява да обедини всички царства на Северен Китай, с което започва епохата Южни и северни династии. През следващите десетилетия те бързо се китаизират и през 496 година династията официално променя името си от Туоба на Юен. Северна Уей съществува до 535 година.